# Joppa nigriceps
Joppa nigriceps är en stekelart som beskrevs av Cameron 1884. Joppa nigriceps ingår i släktet Joppa och familjen brokparasitsteklar. Inga underarter finns listade i Catalogue of Life.